# Riža
Riža (lat. Oryza)  žitarica iz porodice trava raširena pretežno po tropskim i suptropskim predjelima Azije i Afrike. Sastoji se od 19 vrsta od kojih je najpoznatija Orzya sativa.

## Opis biljke
Pripada botanički među širokolisne trave. Jednogodišnja je biljka, naraste do 1.8 m visoko. 
Ovaj rod sadrži dvije vrste: Oryza sativa i Oryza glaberrima koje imaju svoje varijetete i sorte.   
Prirodno područje rasprostiranja riže je tropsko i suptropsko područje Afrike i Azije, no raste i u Europi, npr. u Italiji i Makedoniji te u Americi. 
Za uzgoj je potrebno puno vode i ljudskog rada. Kultiviranje riže započelo je već prije više od 6500 godina u više država. Godišnja proizvodnja riže u svijetu iznosi oko 600 milijuna tona. Glavni proizvođači su Kina (31%), Indija (20%) i Indonezija (9%).
Generalna skupština UN-a proglasila je 2004. g. za godinu riže.

## Zlatna riža
Tijekom 1999. godine genetskim manipulacijama dolazi do stvaranja sorte zlatna riža. Osnovna njena razlika od uobičajenih vrsta riža je dodavanje karotena koji se pretvara u vitamin A. Prvobitno zamišljeno tržište za uzgoj i prodaju ove vrste riže su bile države u razvoju. Bez obzira na propagandne materijale koji govore o visokoj kvaliteti ove vrste riže proizvođač je odbio pružiti javnosti podatke i o najjednostavnijim stvarima kao što je koliko karotena ostane u riži nakon što je kuhana. Pokušaj testiranja zlatne riže na djeci u Kini je propao zbog zabrane tamošnje vlade, a proizvođač ima također problema u Europi koja se protivi genetski modificiranim biljkama.

## Prehrambene vrijednosti riže na 100 grama
- Bjelančevine 6,61 g
- Ugljikohidrati 79,34 g
- Dijetalna vlakna 1,40 g
- Masti 0,58 g
- Kolesterol 0.00 mg

## Vrste
1. Oryza australiensis Domin
2. Oryza barthii A.Chev.
3. Oryza brachyantha A.Chev. & Roehr.
4. Oryza coarctata Roxb.
5. Oryza eichingeri Peter
6. Oryza glaberrima Steud.
7. Oryza grandiglumis (Döll) Prodoehl
8. Oryza latifolia Desv.
9. Oryza longiglumis Jansen
10. Oryza longistaminata A.Chev. & Roehr.
11. Oryza meyeriana (Zoll. & Moritzi) Baill.
12. Oryza minuta J.Presl
13. Oryza neocaledonica Morat
14. Oryza officinalis Wall. ex Watt
15. Oryza punctata Kotschy ex Steud.
16. Oryza ridleyi Hook.f.
17. Oryza rufipogon Griff.
18. Oryza sativa L.
19. Oryza schlechteri Pilg.

## Riža u kulinarstvu
Podjele riže u kulinarstvu:
- s obzirom na dužinu i oblik:
  - riža dugog zrna / dugozrnata riža
  - riža srednje dugog zrna / riža srednjeg zrna / srednjezrnata riža
  - riža kratkog zrna / kratkozrnata riža
  - riža okruglog zrna / okruglozrnata riža
- prema teksturi
  - ljepljiva/slatka riža
  - prokuhana riža
- prema boji
  - bijela riža
  - smeđa riža
  - crna riža ("zabranjena riža")
  - crvena riža
  - ljubičasta riža
  - blond riža
- aromatična riža
  - jasminova riža, venere riža
- divlja riža
- arborio, basmati, originario, carnaroli, koshihikari, sasanishiki...
- premium riža
- integralna riža / riža iz cjelovitog zrna / cjelovita riža
- prema starosti[5]
  - jesenska berba (engl. "first crop" ili "new variety")
  - shinmai (riža iz tekuće berbe)
  - odležana riža
  - riža starija od godinu dana
- s obzirom na način prerade
  - parena / parboiled riža (namočena i zatim parena pod tlakom)
  - pretkuhana riža
  - oljuštena / neoljuštena riža
  - polirana riža
  - brušena / nebrušena riža
- prema namjeni
  - sushi riža, riža za rižoto, riža za kuhanje na mlijeku
- prema lomu zrna
  - do 5%, do 7%...
- mješavine više vrsta riže (najčešće kombinacija jedne vrste s divljom rižom  u manjem postotku)